# Victor Thorn
Pour les articles homonymes, voir Viktor Thorn (combiné nordique), Viktor Thorn (ski de fond) et Thorn.
Victor Thorn, né à Esch-sur-Alzette le 31 janvier 1844 et mort à Luxembourg le 15 septembre 1930, est un homme politique et avocat luxembourgeois.

## Biographie
- 1863-1866 : Études de droit aux universités de Gand, Heidelberg et Dijon
- 1867 : Devient avocat au barreau de Luxembourg
- 1868-1883 : Fait carrière dans la magistrature
- 1883 : Nommé procureur d’État
- 1885-1888 : Membre du Conseil d’État
- 1888-1892 (22 sept. – 26 oct.) : Directeur général des Travaux publics
- 1899 : Devient procureur général
- 1915 (3 mars – 6 novembre) : Ministre de la Justice et des Travaux publics
- 1917 (24 février –19 juin) : Ministre d’État, Président du gouvernement, Directeur général des Affaires étrangères et de la Justice
- 1929 : Président du Conseil d'État
- 1921-1927 : Membre de la Cour permanente d'arbitrage à La Haye